# Kendo Kaponi
José Fernando Rivera Morales (Bayamón, 19 de agosto de 1984), conocido artísticamente como Kendo Kaponi, es un cantante, compositor y letrista puertorriqueño de reguetón y hip hop. 
Inició su carrera a mediados de la década del 2000 como compositor y letrista de varios artistas urbanos, tales como Héctor el Father, Don Omar, Cosculluela, Zion & Lennox, Wisin & Yandel y Baby Rasta & Gringo. En la década del 2010, estableció su carrera musical, siendo parte fundamental de la formación del sello discográfico Alqaedas Inc y siendo participe activo del sello de Cosculluela, Rottweilas Inc. En 2016, publicó su primer proyecto musical titulado Kendo Edition en conjunto con Musicólogo & Menes. En 2018, Kaponi lanzó en solitario El Alfa & El Omega bajo la discográfica Flow La Movie.
Entre sus sencillos más destacados se encuentran títulos como «La 40», «Ten cuidao», «Llámala» con Baby Rasta, «El demonio de la tinta» con Arcángel, «Me contagié» con Anuel AA, «Delincuente» con Farruko, entre otros.

## Primeros años
Kaponi nació en Puerto Rico. A los siete años de edad, empezó a vivir en hogares de acogida del Departamento de la Familia en Puerto Rico, debido a la adicción a las drogas de su madre. Con solo trece años cumplió una condena de cárcel de seis años por un caso de drogas, violación de la Ley de Armas, tentativa de asesinato y restricción de la libertad.[cita requerida]
Entre los diecinueve y veintiún años estuvo en libertad condicional bajo el programa Vida Independiente, y aprendió a componer y desarrollar una habilidad sobre ello, hasta que Jomar, un compositor y cantante puertorriqueño lo introdujo en la música profesional.

## Carrera musical

### 2004-2008: Kendo & Tony
A los 20 años comienza su carrera musical como parte del dúo Kendo & Tony, que fue promocionado varias veces por el dúo Baby Rasta & Gringo, el primer tema de este dúo fue «Sola» de la producción Sentenciados de Baby Rasta & Gringo, en noviembre de ese mismo año participaron en la producción La Película con la canción «Apriétame», ambas producciones de 2004. Al año siguiente, siguió activo este dúo lanzando un par de temas como «Olvida el miedo» y «Te anda buscando» de las producciones Los elegidos y Rebeldía, respectivamente, este mismo año participó como solista en la canción «25 de diciembre» de la producción Reggaeton con navidad, siendo este último su primera canción como solista.
En 2007, luego de su etapa con Tony Tone, decide optar una carrera como solista, en este tiempo, conoce Cosculluela, el cual rápidamente lo contrato como compositor dentro de su discográfica Rottweilas Inc y participa en el tema «La Batalla» del álbum Matadores del 2007. Durante el año siguiente, fue partícipe de temas como «Rompe el suelo» de la producción El mundo es nuestro junto a Baby Rasta y en el intro del álbum The Comeback de Baby Rasta & Gringo.

### 2009-2011: El Orfanato, Alqaedas Inc y Eme Music
En 2009, participó como escritor y colaboración dentro del álbum El principe de Cosculluela, formó parte del tema «Prueba de sonido» con Don Omar, el cual lo firmó a su sello discográfico, El Orfanato. Durante 2009 y 2010, estuvo envuelto en problemas con Lele "El Arma Secreta", lanzando este una tiraera, denominada «Kendo, La mano izquierda», por otro lado, le respondió con «Solo un minuto». El conflicto dio por concluido cuando el Lele fue baleado a sangre fría, debido a sus problemas callejeros, muchos especularon que Kendo había sido el responsable de su muerte, pero esto se descartó tiempo después. En el año 2010 participó en el intro del álbum Los superheroes de J King & Maximan y en el álbum Meet the Orphans de Don Omar activamente como escritor y apareciendo en siete temas del disco. En ese mismo año también saco un malianteo «El Demonio de la Tinta» con Arcángel.
A mediados del 2011 se supo que el artista tuvo problemas con Orfanato Music Group por lo cual decidió romper el contrato y unirse al sello Eme Music. Eme Music le abrió la puerta a colaboraciones con artistas de Puerto Rico de talla internacional, esto le dio pie a sencillos como «Esto es la Calle» junto a Baby Rasta & Gringo, «Me Convierto en Hulk» con Julio Voltio. No obstante, siguió promocionando Meet The Orphans pero sin relación con Orfanato Music Group. Ese mismo año, fue elegido por Daddy Yankee para el sencillo «Llegamos a la disco».También fue colaborador en la creación del sello independiente Alqaedas Inc de Pacho el Antifeka y Cirilo.

### 2012-2015:Los Mejores del Mundocon Cosculluela y tiraderas
Durante 2012, empezó a tener problemas con otro exponente del género, Farruko, con quien llevó a cabo una seguidilla de tiraeras como «Hey Ey» y «Ten cuidao». Farruko también respondió con los temas «Desenmascarando a un lobo» y «El exorcista». Dicha guerra lírica se extendió por varios años. En ese mismo año, lanzó el sencillo «Llámala» junto a Baby Rasta. Ese mismo año, Kaponi también se presentó en países de América Latina como Argentina, Chile, Perú, México, Colombia, y otros.
Entre 2013 y 2014 cuando el cantante Cosculluela estaba en una disputa musical con Tempo, el mismo se juntó con Kaponi y en dúo con el seudónimo de Los Mejores del Mundo, sacaron una sección de cuatro temas capitulados; el primero fue «Los Mejores del Mundo», el segundo fue «Mátalos» y el tercero fue «Peligro». Posterior a esto el dúo se volvió a juntar para el tema «Criminal». En esos dos años también empezó una disputa lírica y personal con Arcángel con el tema «No hay navidad pa' nadie». Arcángel le respondió con su seguidilla de sencillos titulada «Feliz Navidad».
En el año 2015, Kaponi se presentó junto a Cosculluela en países como Argentina, Chile, España, México, Estados Unidos, Colombia y otros. Posteriormente, el artista lanzó «Riendo para no llorar», sencillo denominado como uno de los más tristes de la historia del rap en español. La canción principalmente es dedicada a su productor musical y colega Eme El Mago y otros amigos del artistas ya fallecidos. En el mismo, Kendo también relata el sentimiento de la soledad y el mundo de mentiras que tiene la fama y las traiciones por dinero. A finales de ese año, participó en «Noche fría» junto a Yomo, que fue liberado como parte del álbum Welcome To The Orion de Musicologo & Menes. En ese año, una vez más se involucró líricamente, esta vez contra Alexio La Bestia. Esta pelea además de ser lírica, derivó en peleas físicas con armas; explicó que posterior a las peleas arregló sus diferencias con Alexio.

### 2016-2018:Kendo EditionyEl Alfa & El Omega
Debido a los sucesos ya mencionado, el artista estuvo muy cerca de retirarse de la música y así lo hizo saber en 2016, declarando: «Se tienen que estar preguntando si habré perdido mi cuenta pero no. Es que yo borro todo en dos días, borrare la cuenta completa porque no la borro ya? Por que mis seguidores fueron leales y merecen saber porque ya no cantare». Ese mismo año participó en el álbum Blanco perla de Cosculluela con los sencillos «La boda» y «Conciencia»
A mediados de 2016, afirmó a través de sus redes sociales, que su mixtape Kendo Edition se estrenaría el 19 de agosto de 2016. El mixtape se lanzó públicamente el 31 de diciembre de 2016, con la colaboración de Cosculluela, Farruko, Ñejo y Ozuna.
En 2017, lanzó el sencillo «Amen» junto a Anuel AA, el cual fue muy controversial por el uso del cristianismo en el título de la canción y el satanismo en el vídeo musical. A finales de ese año, el artista aclaró que su tan esperada segunda producción estaba a punto de salir y en noviembre de ese mismo año lanzó el primer sencillo del disco «No somos iguales» junto a Darell, Pacho & Juanka.
Su segundo mixtape El Alpha & El Omega se lanzó el 27 de abril de 2018 bajo el sello Flow La Movie & GLAD Empire, de este álbum se publicaron los sencillos «Amor», «Paso», «Hola» , entre otros. Su álbum utiliza temáticas de amor, odio, despecho, desahogo e incluso historias, por otro lado, se mantuvo participando en producciones como: King Mendo del rapero MC Ceja con el sencillo «Mendo y Kendo». A finales de ese año, también se lanzó un sencillo titulado «Na, na, na» junto a Anuel AA.

### 2019-presente: Colaboraciones comerciales y regreso temporal
En 2019, Farruko lanzó «Delincuente» junto a Kendo y Anuel AA, dicho tema también fue para apoyar el movimiento Free Kendo y fue incluido en el álbum Gangalee. Ese mismo año, lanzó sencillo «Pelea» junto a Farruko.
En febrero de 2020, el artista participa en el álbum YHLQMDLG en el tema «P FKN R» de Bad Bunny junto a Arcángel. Ese mismo año, lanzó el sencillo «Resistencia», siendo este su primer sencillo como solista después de bastante tiempo y que sería parte de su primer álbum de estudio, Apocalypto. Dicho álbum se anunció que sería lanzado bajo el sello Real Hasta La Muerte de Anuel AA. Del mismo modo, participó en el álbum Emmanuel con el tema «Antes y después» junto a Anuel AA, Ñengo Flow y Yandel y lanzó el sencillo «Don Don» junto a Daddy Yankee y Anuel AA. A finales de ese año, colaboro en la remezcla de la canción «La curiosidad» de Jay Wheeler y Myke Towers.
En el año 2021 participó del álbum de Jhay Cortez con el sencillo titulado «Ropa Interior». En abril del año 2022 colaboró en el álbum Microdosis de Mora. En el año 2024 hizo un temporal regreso a la música, dónde participó del EP Los Marcianos Vol.1 de Chris Jedi, Gaby Music y Dei V con el tema titulado «Me Va Kabrxxn». Además anunció en el tema que su primer álbum de estudio Apocalypto estaba próximo a ser publicado.

## Vida personal
En 2016, fue detenido cuando conducía un automóvil por el que no había cumplimentado y llevado a término las gestiones de traspaso. En enero del 2017, fue detenido por una orden de desacato dictada por el Tribunal de Bayamón por no pagar una pensión alimentaria. El 9 de abril de 2018, fue puesto bajo arresto en Coamo, Puerto Rico, luego de meses de búsqueda por presuntamente haberle dado una paliza a un hombre en el estado de Florida y haberle robado su billetera. Fue acusado en ausencia en la ciudad de Winter Haven y escapó a Puerto Rico, donde además se le vinculó con chocar a un carro y posteriormente huir del sitio.[cita requerida]
Según el informe oficial de la policía, el arresto ocurrió a las 3:00 de la mañana. La víctima, Erik Báez Molano, alegó que el 28 de julio de 2017, al salir de una barbería llamada Custom Kut, lo golpeó con un bastón de metal y un pedazo de madera junto a otro sospechoso, para luego robarle su billetera. Desde entonces, las autoridades en Winter Haven ofrecieron tres mil dólares como recompensa a quien facilitara información que condujera a su arresto y después de un mes de la noticia la Policía de Puerto Rico se unió a la búsqueda. Mientras tanto, se mantenía activo en las redes sociales y hasta se presentaba en conciertos. Cumplió una sentencia de dos años en Florida.
En 2018, fue detenido y trasladado a la cárcel 705 de Bayamón, por acusaciones de robo y agresión. Meses después, el 9 de enero de 2019, fue extraditado a Florida donde supuestamente iba a cumplir una sentencia por dos años; sorpresivamente, salió en libertad en enero de 2020. El 25 de enero revivió sus redes sociales y posteriormente apareció en el concierto de Farruko en Miami, FL. Además, el sitio web El Género confirmó que estuvieron en contacto con su hijo y amigos cercanos para confirmar la información de que ya se encontraba libre.

## Discografía

#### Mixtapes
- 2016: Kendo Edition
- 2018: El Alfa & El Omega

#### Álbumes de estudio
- TBA: Apocalypto

## Filmografía
| Año  | Título              | Personaje | Nota                                                    |
| ---- | ------------------- | --------- | ------------------------------------------------------- |
| 2013 | Reggaeton the movie | Omar      | Primera aparición del artista en la industria del cine. |